# Elezioni parlamentari a Timor Est del 2023
Le elezioni parlamentari a Timor Est del 2023 si sono tenute il 21 maggio per il rinnovo del Parlamento nazionale, l’assemblea legislativa del paese.

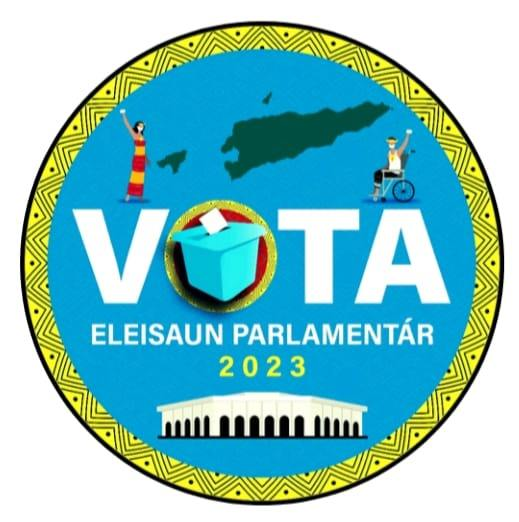
Logo della tornata elettorale

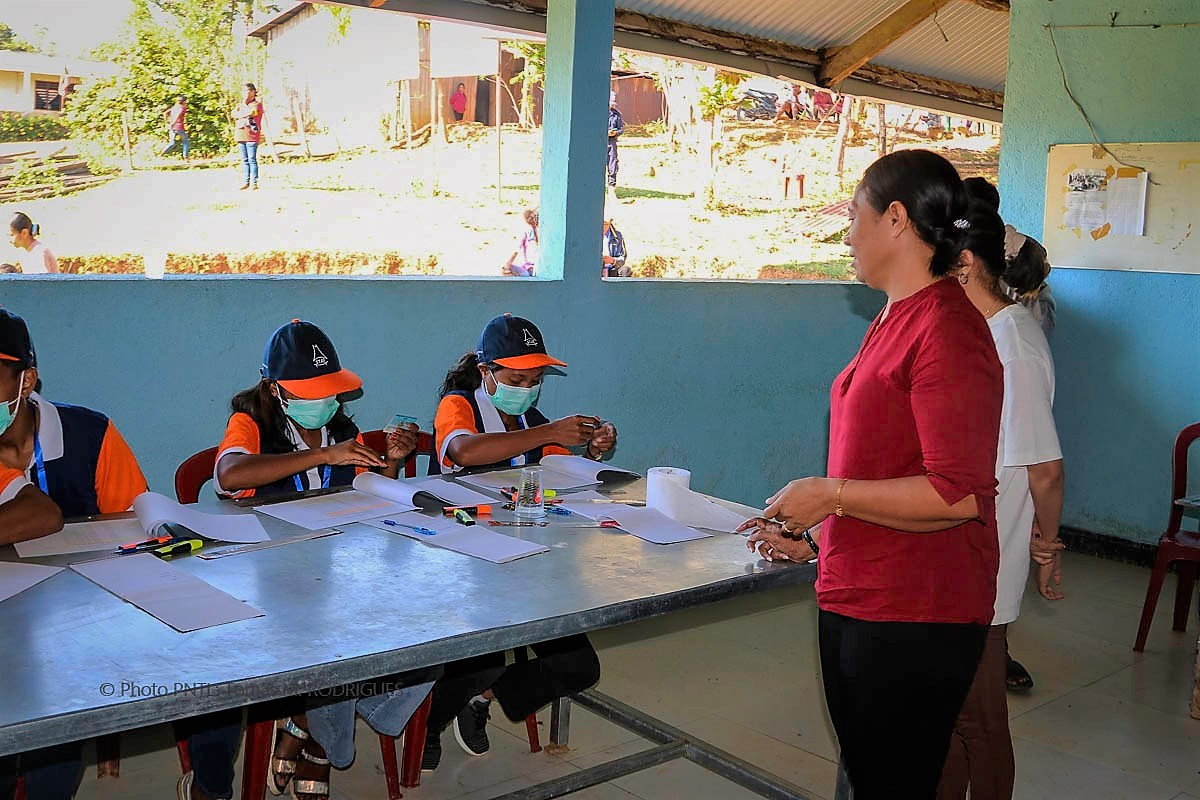
Seggio presso Liurai

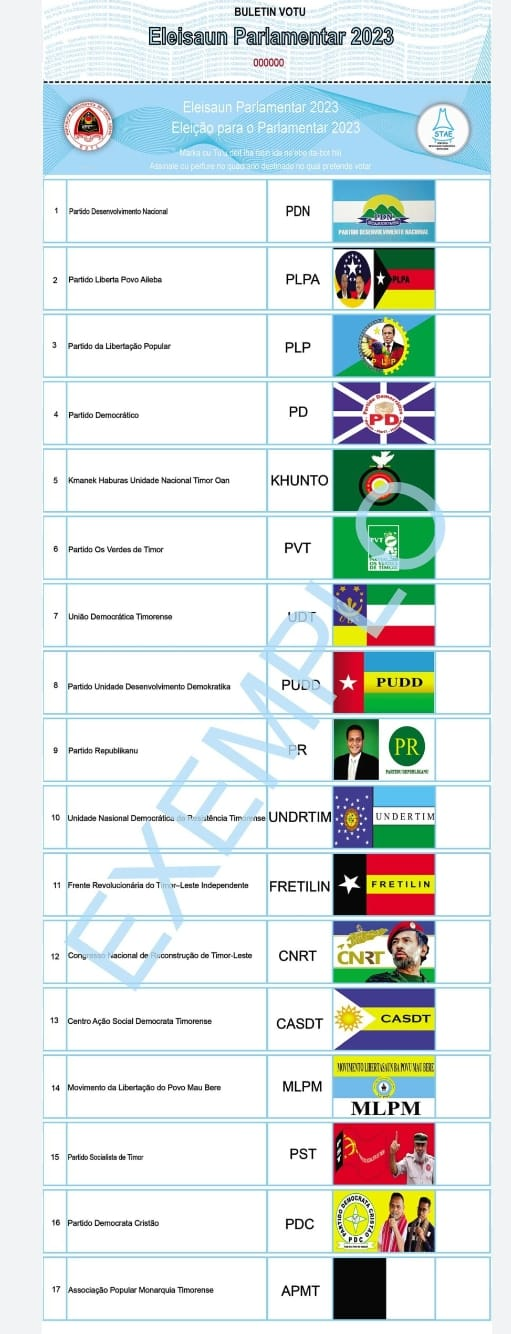
Esempio di scheda elettorale

## Sistema elettorale
Secondo la legge elettorale vigente nel Paese, i membri del Parlamento Nazionale sono eletti da un'unica circoscrizione nazionale mediante un sistema di rappresentanza proporzionale a lista chiusa di partito. 
In seguito, i seggi sono ripartiti secondo il metodo d'Hondt, tenendo conto di una soglia di sbarramento del 4% (circa 26.000 voti). Qualora tuttavia gli ultimi dividendi siano eguali, la legge prevede che l'ultimo seggio sia assegnato al partito superante la soglia con il minor numero di voti.
Peculiarità della norma, infine, sono l’obbligo, per i partiti, ad avere una donna in almeno una posizione su tre nella loro lista e la possibilità, sempre per quest’ultimi, di poter formare alleanze pre-elettorali.

## Risultati
| Congresso Nazionale per la Ricostruzione Timorese (CNRT)  | 288 289 | 41,63 | 31 |  |  |  |
| Fronte Rivoluzionario di Timor Est Indipendente (FRETLIN) | 178 338 | 25,75 | 19 |  |  |  |
| Partito Democratico (PD)                                  | 64 517  | 9,32  | 6  |  |  |  |
| Kmanek Haburas Unidade Nasional Timor Oan (KHUNTO)        | 52 031  | 7,51  | 5  |  |  |  |
| Partito di Liberazione del Popolo (PLP)                   | 40 720  | 5,88  | 4  |  |  |  |
| Partito Verde di Timor (PoVdT)                            | 25 106  | 3,63  | –  |  |  |  |
| Partito Unito per lo Sviluppo e la Democrazia (PUDD)      | 21 647  | 3,13  | –  |  |  |  |
| Associazione Popolare Monarchica Timorese (APMT)          | 6 678   | 0,96  | –  |  |  |  |
| Altri (<0,50%)                                            | 15 295  | 2,21  | –  |  |  |  |
| Totale                                                    | 692 521 | 100   | 65 |  |  |  |
|                                                           |         |       |    |  |  |  |
| Schede bianche                                            | 2 698   | 0,38  |    |  |  |  |
| Schede nulle                                              | 10 473  | 1,48  |    |  |  |  |
| Votanti                                                   | 705 692 | 79,28 |    |  |  |  |
| Elettori                                                  | 890 145 |       |    |  |  |  |

| Riepilogo dei voti                                | Riepilogo dei voti                                | Riepilogo dei voti                                | Riepilogo dei voti | Riepilogo dei voti | Riepilogo dei voti |  |
| ------------------------------------------------- | ------------------------------------------------- | ------------------------------------------------- | ------------------ | ------------------ | ------------------ |  |
| Congresso Nazionale per la Ricostruzione Timorese | Congresso Nazionale per la Ricostruzione Timorese | Congresso Nazionale per la Ricostruzione Timorese |                    |                    | 41,63%             |  |
| Fronte Rivoluzionario di Timor Est Indipendente   | Fronte Rivoluzionario di Timor Est Indipendente   | Fronte Rivoluzionario di Timor Est Indipendente   |                    |                    | 25,75%             |  |
| Partito Democratico                               | Partito Democratico                               | Partito Democratico                               |                    |                    | 9,32%              |  |
| Kmanek Haburas Unidade Nasional Timor Oan         | Kmanek Haburas Unidade Nasional Timor Oan         | Kmanek Haburas Unidade Nasional Timor Oan         |                    |                    | 7,51%              |  |
| Partito di Liberazione del Popolo                 | Partito di Liberazione del Popolo                 | Partito di Liberazione del Popolo                 |                    |                    | 5,88%              |  |
| Partito Unito per lo Sviluppo e la Democrazia     | Partito Unito per lo Sviluppo e la Democrazia     | Partito Unito per lo Sviluppo e la Democrazia     |                    |                    | 3,13%              |  |
| Associazione Popolare Monarchica Timorese         | Associazione Popolare Monarchica Timorese         | Associazione Popolare Monarchica Timorese         |                    |                    | 0,96%              |  |
| Altri <0,10%                                      | Altri <0,10%                                      | Altri <0,10%                                      |                    |                    | 2,21%              |  |
| Riepilogo dei seggi                               |                                                   |                                                   |                    |                    |                    |  |
|                                                   |                                                   |                                                   |                    |                    |                    |  |
| FRETLIN                                           | 19                                                |                                                   |                    | KHUNTO             | 5                  |  |
| PLP                                               | 4                                                 |                                                   |                    | PD                 | 6                  |  |
| CNRT                                              | 31                                                |                                                   |                    |                    |                    |  |